# John Tyler Hammons
John Tyler Hammons, född 4 september 1988 i Muskogee i Oklahoma, är en amerikansk republikansk politiker. Han var Muskogees borgmästare 2008–2012.
Hammons var 19 år gammal när han vann borgmästarvalet i Muskogee i maj 2008. I april 2010 omvaldes Hammons till ytterligare två år som borgmästare. Valsegern kom den andra gången direkt i första omgången med 51 procent av rösterna.
Gift med Courtney Elizabeth Hammons.